# 팔라우 축구 국가대표팀
팔라우 축구 국가대표팀은 팔라우를 대표하는 축구 국가대표팀으로 현재 팔라우 국립 경기장을 홈 구장으로 사용하고 있으며 1987년 3월 7일 바누아투와의 첫 국제 경기에서 2-6으로 완패했다.

## 개요
팔라우는 FIFA와 OFC의 회원국이 아니기 때문에 FIFA 월드컵이나 OFC 네이션스컵에는 참가할 수 없고 미크로네시아 경기 대회에만 참가할 수 있으며 최다 점수차 승리의 희생양인 폰페이, 야프 두 팀은 모두 미크로네시아 연방의 주요 섬을 대표하는 축구팀들이다.

## 국제 대회 경력

### 미크로네시아 경기 대회
1998년 대회 첫 출전을 시작으로 현재까지 3번의 대회에 참가하여 이 중 2014년 대회에서 은메달을 획득하며 역대 최고의 성적을 거두었고 1998년 대회와 2018년 대회에서는 동메달을 목에 걸었다.

## 월드컵 기록
| 연도   | 라운드   | 순위     | 경기     | 승       | 무*      | 패       | 득점     | 실점     |
| ------ | -------- | -------- | -------- | -------- | -------- | -------- | -------- | -------- |
| 1930년 | 비회원국 | 비회원국 | 비회원국 | 비회원국 | 비회원국 | 비회원국 | 비회원국 | 비회원국 |
| 1934년 | 비회원국 | 비회원국 | 비회원국 | 비회원국 | 비회원국 | 비회원국 | 비회원국 | 비회원국 |
| 1938년 | 비회원국 | 비회원국 | 비회원국 | 비회원국 | 비회원국 | 비회원국 | 비회원국 | 비회원국 |
| 1950년 | 비회원국 | 비회원국 | 비회원국 | 비회원국 | 비회원국 | 비회원국 | 비회원국 | 비회원국 |
| 1954년 | 비회원국 | 비회원국 | 비회원국 | 비회원국 | 비회원국 | 비회원국 | 비회원국 | 비회원국 |
| 1958년 | 비회원국 | 비회원국 | 비회원국 | 비회원국 | 비회원국 | 비회원국 | 비회원국 | 비회원국 |
| 1962년 | 비회원국 | 비회원국 | 비회원국 | 비회원국 | 비회원국 | 비회원국 | 비회원국 | 비회원국 |
| 1966년 | 비회원국 | 비회원국 | 비회원국 | 비회원국 | 비회원국 | 비회원국 | 비회원국 | 비회원국 |
| 1970년 | 비회원국 | 비회원국 | 비회원국 | 비회원국 | 비회원국 | 비회원국 | 비회원국 | 비회원국 |
| 1974년 | 비회원국 | 비회원국 | 비회원국 | 비회원국 | 비회원국 | 비회원국 | 비회원국 | 비회원국 |
| 1978년 | 비회원국 | 비회원국 | 비회원국 | 비회원국 | 비회원국 | 비회원국 | 비회원국 | 비회원국 |
| 1982년 | 비회원국 | 비회원국 | 비회원국 | 비회원국 | 비회원국 | 비회원국 | 비회원국 | 비회원국 |
| 1986년 | 비회원국 | 비회원국 | 비회원국 | 비회원국 | 비회원국 | 비회원국 | 비회원국 | 비회원국 |
| 1990년 | 비회원국 | 비회원국 | 비회원국 | 비회원국 | 비회원국 | 비회원국 | 비회원국 | 비회원국 |
| 1994년 | 비회원국 | 비회원국 | 비회원국 | 비회원국 | 비회원국 | 비회원국 | 비회원국 | 비회원국 |
| 1998년 | 비회원국 | 비회원국 | 비회원국 | 비회원국 | 비회원국 | 비회원국 | 비회원국 | 비회원국 |
| 2002년 | 비회원국 | 비회원국 | 비회원국 | 비회원국 | 비회원국 | 비회원국 | 비회원국 | 비회원국 |
| 2006년 | 비회원국 | 비회원국 | 비회원국 | 비회원국 | 비회원국 | 비회원국 | 비회원국 | 비회원국 |
| 2010년 | 비회원국 | 비회원국 | 비회원국 | 비회원국 | 비회원국 | 비회원국 | 비회원국 | 비회원국 |
| 2014년 | 비회원국 | 비회원국 | 비회원국 | 비회원국 | 비회원국 | 비회원국 | 비회원국 | 비회원국 |
| 2018년 | 비회원국 | 비회원국 | 비회원국 | 비회원국 | 비회원국 | 비회원국 | 비회원국 | 비회원국 |
| 2022년 | ?        | ?        | ?        | ?        | ?        | ?        | ?        | ?        |
| 합계   |          |          |          |          |          |          |          |          |

## 국제경기목록
| 날짜           | 장소           |        | 상대            | 점수   |
| -------------- | -------------- | ------ | --------------- | ------ |
| 1998년 8월 2일 | 팔라우         | 팔라우 | 북마리아나 제도 | 1 - 12 |
| 1998년 8월 1일 | 팔라우         | 팔라우 | 괌              | 2 - 15 |
| 1998년 7월     | 팔라우         | 팔라우 | 야프            | 7 - 1  |
| 1998년 7월     | 팔라우         | 팔라우 | 폰페이          | 7 - 1  |
| 1987년 3월 7일 | 오스트레일리아 | 팔라우 | 바누아투        | 2 - 6  |

## 수상
- 2014년 미크로네시아 경기 대회 준우승

## 같이 보기
- 오세아니아 축구 연맹